# Сливовник
Сли́вовник (болг. Сливовник) — село у Видинській області Болгарії. Входить до складу общини Белоградчик.

## Населення
За даними перепису населення 2011 року у селі проживали 18 осіб, усі — болгари.
Розподіл населення за віком у 2011 році:
Динаміка населення: